# Мухаммед аль-Муртада
Мухаммед аль-Муртада бін Ях'я (араб. المرتضى محمد بن يحيى; 891 — 1 травня 922) – другий імам зейдитської держави на території Ємену, шанований релігійний вчений і поет.

## Життєпис
Народився у Хіджазі (сучасна Саудівська Аравія). Поїхав за батьком до Ємену 897 року, де його батька визнали імамом племінних груп у північних гірських районах. Упродовж наступних років Мухаммед допомагав батькові у різних політичних та військових справах. У червні 903 року його взяли у полон Яфуриди — політичні суперники у єменському нагір'ї. За кілька місяців ув'язнення його було звільнено. Після 906 року кілька разів стикався з агресією правителя Алі ібн аль-Фадля, ставленика Фатімідів.
Після смерті батька 911 року Мухаммед успадкував його владу. Як імам він узяв ім'я аль-Муртада Мухаммед. Згодом він сильно розчарувався через моральну розпусту єменського населення, яке не поспішало змінювати свої старі звички. Після короткого правління він зрікся престолу у зуль-каада (за мусульманським календарем). Владу він передав своєму брату Ахмаду ан-Насіру.
Далі він продовжив життя вченого, написав кілька праць, зокрема про обряди зейдитів. Помер у травні 922 року в Сааді.